# Copris typhoeus
Copris typhoeus är en skalbaggsart som beskrevs av Gerstaecker 1884. Copris typhoeus ingår i släktet Copris och familjen bladhorningar. Inga underarter finns listade i Catalogue of Life.